# 18177 Harunaga
18177 Harunaga è un asteroide della fascia principale. Scoperto nel 2000, presenta un'orbita caratterizzata da un semiasse maggiore pari a 2,7611028 UA e da un'eccentricità di 0,0825333, inclinata di 7,83571° rispetto all'eclittica.